# 마벨 (음악 그룹)
마벨(Mabel)는 덴마크의 4인조 음악 그룹이다. 유로비전 송 콘테스트 1978에서 덴마크 대표로 참가했다. 

## 구성원
- 마이크 트램프 (Mike Tramp)
- 페테르 닐센 (Peter Nielsen)
- 오토 쿨름박 (Otto Kulmbak)
- 크리스티안 하베 (Christian Have)